# HD 166479
HD 166479，又名BD+16 3390，SAO 103443、HR 6803，是一颗恒星，视星等为6.09，位于銀經43.39，銀緯16.4，其B1900.0坐标为赤經18h 5m 40.8s，赤緯+16° 16.4′ 27″。